# CD14
CD14(세포표면항원무리 14)는 주로 대식세포에 의해 선천 면역 체계의 일부로 만들어지는 인간 단백질이다. 병원체 연관 분자유형(PAMP)인 지질다당류(LPS)를 결합하여 체내 세균 검출에 도움을 준다.
CD14는 두 가지 형태로 존재하는데, 하나는 글리코실 포스파티딜 이노시톨(GPI) 꼬리(mCD14)에 의해 막에 고정되고, 다른 하나는 가용성 형태(sCD14)이다.
CD14(4GLP.pdb)의 X선 결정 구조는 소수성 아미노 말단 포켓을 포함하는 단량체의 구부러진 솔레노이드 구조를 나타낸다.
CD14는 최초로 기술된 유형인식수용체이다.

## 기능
CD14는 세균성 지질다당류(LPS)의 검출을 위한 공동 수용체(톨유사수용체 TLR4 및 MD-2) 역할을 한다. CD14는 지질다당류 결합 단백질(LBP)이 있는 경우에만 LPS에 결합 할 수 있다. LPS는 주요 리간드로 간주되지만 CD14는 리포테이코산과 같은 다른 병원체 관련 분자 패턴도 인식한다.

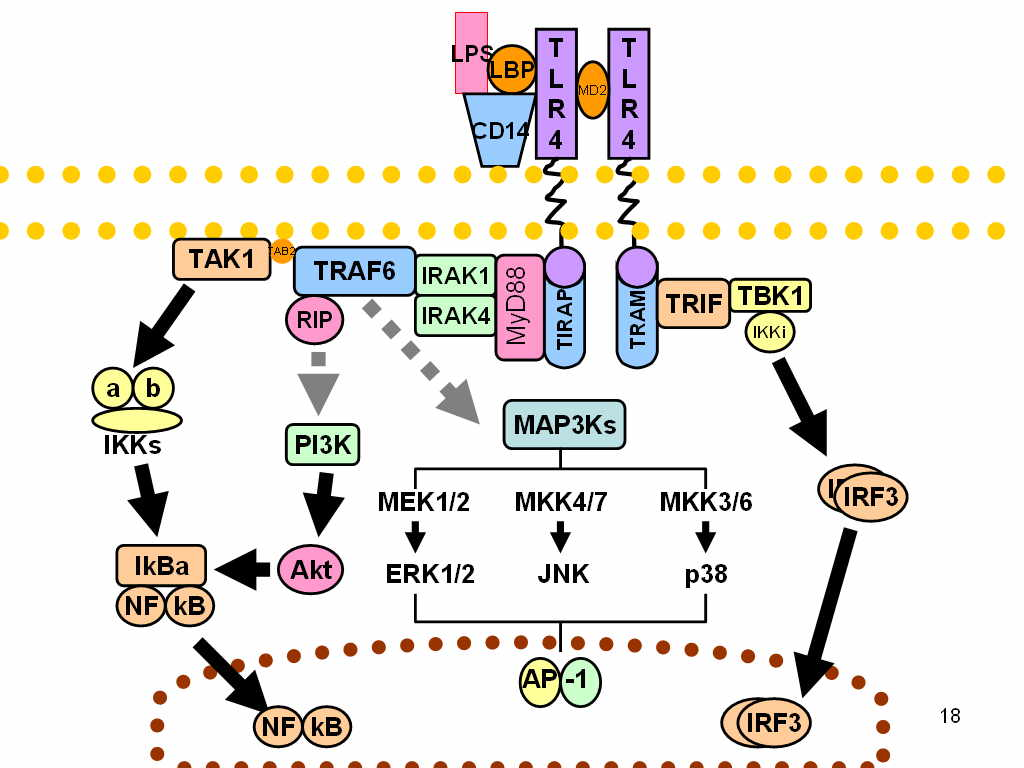
톨유사수용체의 신호 전달 경로. 회색 점선은 알 수 없는 연관성을 나타낸다.

## 조직 분포
CD14는 주로 대식세포, 호중구에 의해 발현된다. 또한 수지상 세포에 의해 표현된다. 수용성 형태의 수용체(sCD14)는 간과 단핵구에 의해 분비되며 CD14를 발현하지 않는 세포에 LPS 반응성을 부여하기에 낮은 농도로 충분하다. mCD14 및 sCD14는 장 세포에 존재한다. sCD14는 모유에도 존재하며, 유아의 장에서 미생물 성장을 조절하는 것으로 생각된다.

## 분화
CD14+ 단핵구는 과립구 대식세포 콜로니 자극 인자(GM-CSF) 및 인터루킨 4를 포함하여 사이토카인에 의해 촉진되는 분화경로 인 수지상 세포를 포함하여 다양한 세포로 분화 할 수 있다.

## 상호 작용
CD14는 지질다당류 결합 단백질과 상호 작용하는 것으로 나타났다.